# Vittorio Caissotti di Chiusano
Vittorio Caissotti di Chiusano (né le 5 août 1928 à Turin, dans le Piémont et mort le 31 juillet 2003 dans la même ville) est un avocat et un dirigeant sportif italien.

## Biographie
D'origine noble (il est le neveu de l'évêque Paolo Maurizio Caissotti di Chiusano), Vittorio Caissotti di Chiusano est diplômé en jurisprudence en 1952 avec une thèse portant sur la liberté de la presse et la responsabilité pénale du directeur de journal (Libertà di stampa e responsabilità penale del direttore di giornale).
Une fois entré en 1954 au barreau de sa ville natale, Turin (au Studio Barosio, un des principaux de la ville), il travaille quelque temps au journal La Stampa, le principal organe de presse de la ville. Il est également conseiller municipal entre 1985 et 1992 sous l'étiquette du Parti libéral italien.
Caissotti di Chiusano n'a également jamais manqué de faire part de son intérêt pour le monde sportif. Il fait d'ailleurs partie du Comité national olympique italien en 1990.
Après avoir été membre du conseil d'administration du club de football de la Juventus, dans les années 1970, il en devient le président à la demande de la famille Agnelli en 1990, poste qu'il occupe jusqu'à sa mort en 2003.
C'est sous son règne que, malgré des débuts difficiles, est écrite l'une des plus belles pages de l'histoire du club avec de nombreux trophées remportés (5 Scudetti, 1 Coupe d'Italie, 1 Supercoupe d'Italie, 1 Ligue des Champions, 2 Coupes de l'UEFA, 1 Supercoupe de l'UEFA, 1 Coupe intercontinentale, 1 Coupe Intertoto ainsi que 7 Trophées Luigi Berlusconi et 3 Trophées Birra Moretti).

## Annexe